# Santa Maria la Longa
Santa Maria la Longa (friülà Sante Marie la Lungje) és un municipi italià, dins de la província d'Udine. És a la regió de la Bassa Friülana. L'any 2007 tenia 2.415 habitants. Limita amb els municipis de Bicinicco, Gonars, Palmanova, Pavia di Udine i Trivignano Udinese.

## Administració
| Període | Identitat          | Partit        |
| ------- | ------------------ | ------------- |
| 2004-   | Ruggero Del Mestre | Llista cívica |